# شبکه نرم‌افزارمحور

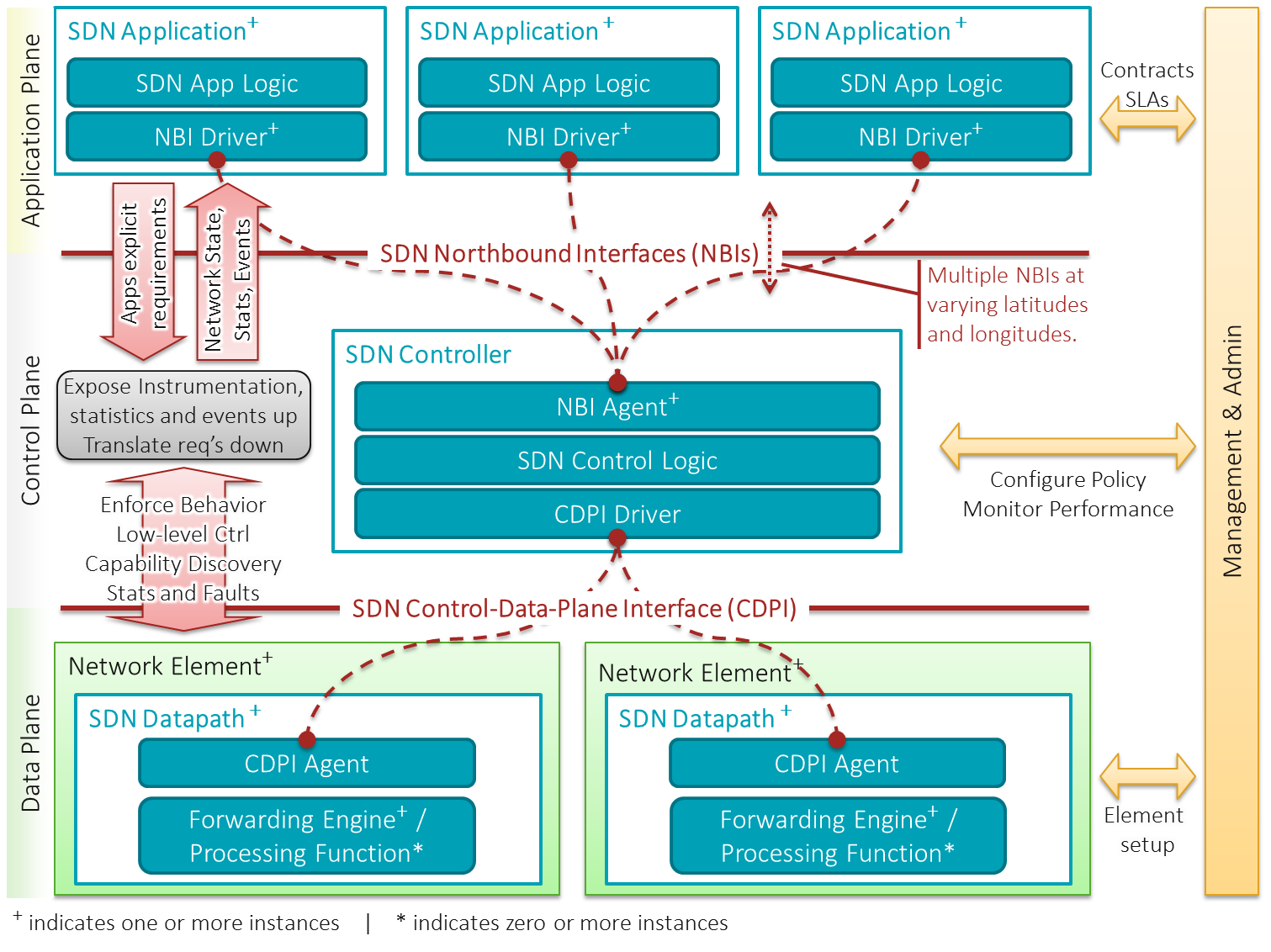
معماری نرم افزار

شبکه نرم‌افزار محور یا شبکه نرم‌افزاری تعریف شده یا اس‌دی‌ان (به انگلیسی: SDN، مخفف Software-Defined Networking) رویکردی در شبکه‌های کامپیوتری است که مدیران شبکه را قادر به مدیریت خدمات شبکه از طریق انتزاع سطح بالاتر می‌نماید. این امر از طریق جداسازی سیستم تصمیم گیرنده در مورد نحوه هدایت ترافیک (صفحه کنترل) از سیستم زیرین که وظیفه هدایت بسته‌ها به مقصد انتخابی دارد (صفحه داده) انجام می‌شود.

## تاریخچه
آغاز شبکه نرم‌افزاری تعریف شده کمی پس از انتشار جاوا توسط سان مایکروسیستمز در سال ۱۹۹۵ بوده است.

## معماری
شبکه نرم‌افزار محور یک معماری پویا، مدیریت پذیر، مقرون به صرفه و انطباق پذیر می‌باشد که به دنبال مناسب بودن برای برنامه‌های کاربردی با پهنای باند بالا و پویای امروزی می‌باشد.
پروتکل اوپن فلو عنصر اصلی معماری شبکه نرم‌افزاری تعریف شده می‌باشد. معماری چنین شبکه‌ای به صورت زیر است:
- قابل برنامه‌ریزی مستقیم

- چابک
- مدیریت متمرکز
- پیکربندی از طریق برنامه‌نویسی
- مبتنی بر استانداردهای متن-باز و مستقل از تولیدکننده